# Ezequiel Montalt
Ezequiel Montalt Ros (ur. 24 sierpnia 1977 w Bonrepòs i Mirambell, w Walencji) – hiszpański aktor telewizyjny, który rozpoczął swoją karierę muzyczną jako wokalista i trębacz jazzowy w zespole Ejazz.

## Wybrana filmografia

### telenowele
- 2008–2009: Twarz Analiji (El rostro de Analía) jako Gino
- 2009: Dusza niepokornych (Alma indomable) jako Mauricio Lira
- 2009–2010: Diabeł wie lepiej (Más sabe el diablo) jako Cristian Acero
- 2010: Pieska miłość (Perro amor) jako Juan Molsalve
- 2011: Los Herederos Del Monte jako Pedro del Monte
- 2011: Królowa Południa (La reina del sur) jako Jaime Arenas
- 2014: Królowa serc jako Juan "Rocky" Balboa